# Angel of Death
Angel of Death är en låt av det amerikanska thrash metal-bandet Slayer från 1986.
"Angel of Death" utgör öppningsspåret på bandets tredje studioalbum Reign in Blood. Låten, som är skriven av gitarristen Jeff Hanneman, har kritiserats för att texten anses hylla SS-läkaren Josef Mengele, som under andra världskriget förövade experiment på levande människor i Auschwitz.
Hanneman har i en intervju sagt att det inte alls handlar om någon hyllning, utan om en beskrivning av vad Mengele gjorde sig skyldig till. Hanneman sade att texten inte behöver fastslå att Mengele var en ond människa – det borde vara uppenbart.